# Hylocomium
Hylocomium là một chi rêu trong họ Hylocomiaceae.